# Juan Antonio Samaranch
Juan Antonio Samaranch Torelló (Barcelona, 17 de julio de 1920-Barcelona, 21 de abril de 2010) fue un dirigente deportivo, político y diplomático español, presidente del Comité Olímpico Internacional entre 1980 y 2001. En 1991 le fue concedido el título de marqués de Samaranch por el rey Juan Carlos I por su contribución al deporte.

## Biografía
Durante la guerra civil española, se alistó en el bando republicano como sanitario para poder cruzar la frontera con Francia y entrar en la zona nacional (franquista). 
Compaginó la práctica de diversos deportes (fue destacado jugador y entrenador de hockey sobre patines, boxeador, futbolista) con los estudios de profesor mercantil y se diplomó posteriormente en el Instituto de Estudios Superiores de la Empresa.
Fue periodista deportivo (enviado especial a Helsinki 52) y presidente de la Real Federación Española de Patinaje, además de jefe de la delegación española en varios JJ. OO. desde Cortina d'Ampezzo 1956. 
Fue una persona muy vinculada al Real Madrid toda su vida. Este club, en su obituario, recordó que "había sido el socio número 93 del club, al que pertenecía desde el 1 de enero de 1940. Además, era Socio de Honor del Real Madrid desde el 15 de septiembre de 1985. Samaranch recibió la Insignia de Oro y Brillantes del Real Madrid en diciembre del año 2000 (ya poseía la de Oro -entregada en octubre de 1992- y la de Plata -septiembre de 1990-). Miembro del denominado 'Club de los Cien', su vinculación con el Real Madrid a lo largo de estos 70 años ha sido intensa y afectiva".
Fue presidente de la Diputación de Barcelona de 1973 a 1977.
Juan Antonio Samaranch también presidió el jurado, compuesto por alrededor de treinta personas, que se encargaba de otorgar anualmente el Premio Príncipe de Asturias de los Deportes. En su funeral, se interpretó como despedida Amigos para siempre, canción que había sido estrenada en la clausura de los Juegos Olímpicos de Barcelona 1992, en su ciudad natal.
En 1991, se crea la Fundación Pedro Ferrándiz, cuya sede está en Alcobendas. Aquí se encuentra la Biblioteca Samaranch, la mayor en temas relacionados con el baloncesto.
Samaranch falleció por un fallo cardiorrespiratorio el 21 de abril de 2010 en el hospital Quirón de Barcelona, después de varios años en un estado de salud delicado.

## Carrera política
Estuvo afiliado a la Falange desde muy joven.
Inició su carrera política como concejal de Deportes en el Ayuntamiento de Barcelona (1954-1962), organizando en dicha ciudad los II Juegos del Mediterráneo. En diciembre de 1966 fue designado Delegado Nacional de Educación Física y Deportes, sustituyendo a José Antonio Elola-Olaso. Durante su etapa como Delegado Nacional se construyeron varias instalaciones deportivas y se usó el lema Contamos contigo para animar a los jóvenes a practicar deporte. 
En el año 1964 pasa a ser procurador en las Cortes franquistas en las que estuvo presente durante tres legislaturas, hasta 1977.
El 18 de julio de 1973 fue nombrado presidente de la Diputación Provincial de Barcelona y cuatro años después, embajador en la Unión Soviética y Mongolia (1977), momento en que era ya vicepresidente del Comité Olímpico Internacional (COI), organización en la que había ingresado en 1966. Una de las primeras cosas que hizo durante su tiempo de embajador en la Unión Soviética fue la colocación de la Virgen de Montserrat en una iglesia de Moscú. Este cargo le dio la oportunidad de establecer en la Europa del Este los contactos políticos necesarios para poder alcanzar la Presidencia de la institución olímpica.
Cuando fallece el dictador Francisco Franco, Samaranch declara en 1975 «Considero que la figura y la obra del Caudillo quedarán en la historia como las de uno los jefes de Estado más importantes del siglo XX. Su intervención en España durante 39 años ha significado prosperidad y la paz más larga que ha conocido nuestro país desde hace siglos».[cita requerida] En 1977, crea un partido franquista llamado Concordia Catalana.
El pasado falangista de Samaranch vuelve a surgir en 2009 cuando la prensa española publica una fotografía en la cual se le ve haciendo el saludo fascista en 1974.

## Presidencia del COI
Fue elegido presidente del COI en la 83.ª Sesión del Comité Olímpico Internacional celebrada en Moscú, previa a los Juegos Olímpicos de 1980, celebrada entre el 15 y el 18 de julio de ese mismo año. Entre sus logros más importantes se le reconoce haber acabado con el boicot político a los Juegos Olímpicos que vino produciéndose en anteriores ediciones (1976, 1980 y 1984).

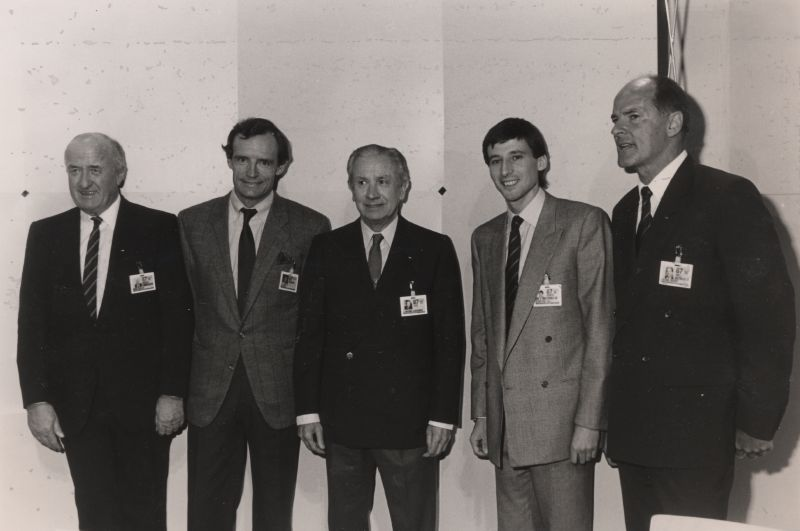
Samaranch (en el centro) en la reunión anual del Foro Económico Mundial en 1987

Durante su mandato se eliminó el carácter amateur de los participantes en los principales deportes, elemento esencial hasta entonces del espíritu olímpico, permitiendo la participación de deportistas profesionales, lo cual estimuló un aumento en el nivel de competición de todos los países participantes. Otro de sus mayores logros fue sacar al movimiento olímpico de la bancarrota en la que se hallaba sumido al final de la década de 1970, cuando las ciudades empezaban a plantearse muy seriamente la rentabilidad de una candidatura. Samaranch concibió el patrocinio olímpico como algo global que se debía hacer desde el COI y no como hasta entonces desde la ciudad organizadora. En su haber está también el nuevo Museo Olímpico de Lausana.
En 1992 vio cumplido su sueño de ver celebrarse unos JJ. OO. en Barcelona, su ciudad natal, que había ganado su nominación en 1986 frente a candidaturas tan prestigiosas como Ámsterdam y París, entre otras.
En 1999 afrontó la crisis originada en el seno del COI debido a los escándalos en torno a la organización de Salt Lake City 2002.
En 2001, Samaranch no se presentó de nuevo a la presidencia, siendo sucedido por Jacques Rogge, y nombrado presidente de honor vitalicio del COI.

## Vida familiar
Se casó el 1 de diciembre de 1955 con María Teresa Salisachs Rowe, conocida como Bibis (26 de diciembre de 1931-16 de septiembre de 2000), con la que tuvo una hija, María Teresa, presidenta de la Federación Española de Deportes de Hielo y segunda marquesa de Samaranch, y un hijo, Juan Antonio, miembro del COI y vicepresidente de la Federación Internacional de Pentatlón Moderno.

## Distinciones

Escudo del primer marqués de Samaranch.

### Condecoraciones

#### Militares
- Cruz del Mérito Naval de tercera clase con distintivo blanco ( España, 27 de febrero de 1964).[9]
- Gran Cruz del Mérito Naval de tercera clase con distintivo blanco ( España, 20 de febrero de 1967).[10]
- Gran Cruz de la Orden del Mérito Militar ( España, 15 de enero de 1968).[11]
- Gran Cruz de la Orden del Mérito Aeronáutico ( España, 16 de julio de 1974).[12]
- Cruz de la Orden del Mérito Policial ( España, 14 de octubre de 1975).[13]

#### Órdenes
- Gran Cruz de la Orden del Mérito Civil ( España, 1 de abril de 1959).[14]
- Gran Cruz de la Orden de Cisneros ( España, 1 de octubre de 1968).[15]
- Gran Cruz de la Orden Civil del Mérito Agrícola ( España, 18 de julio de 1970).[16]
- Gran oficial de la Orden del Mérito de la República Italiana ( Italia, 2 de junio de 1971).[17]
- Caballero Gran Cruz de la Orden de Isabel la Católica ( España, 29 de septiembre de 1975).[18]
- Caballero Gran Cruz de la Orden de Carlos III ( España, 20 de octubre de 1980).[19]
- Gran Cruz de la Orden del Mérito de la República Italiana ( Italia, 27 de enero de 1981).[20]
- Gran Cruz de la Orden de Alfonso X el Sabio ( España).
- Gran Cruz de la Real Orden del Mérito Deportivo ( España, 5 de diciembre de 1986).[21]
- Gran Cruz de la Orden del Rey Tomislav ( Croacia, 26 de agosto de 1993).[22]
- Gran condecoración de honor en oro con fajín de la Orden al Mérito de la República de Austria ( Austria).
- Cruz de comandante con estrella de la Orden del Mérito de la República de Polonia ( Polonia).
- Orden de la Amistad de los Pueblos ( Rusia).
- Gran Cruz de la Orden del Gran Duque Gediminas de Lituania ( Lituania, 4 de abril de 1997).[23]
- Caballero del collar de la Orden de Isabel la Católica ( España, 31 de marzo de 2000).[24]
- Orden de la Doble Cruz Blanca ( Eslovaquia).
- Orden de la Federación Rusa ( Rusia, 25 de junio de 2001).
- Gran Cruz de la Orden de la Cruz de Terra Mariana ( Estonia).

### Títulos nobiliarios
- Marqués de Samaranch (30 de diciembre de 1991).[2]

### Galardones
- En 1982 se le premió con la Copa Stadium por la promoción del deporte español.
- En 1985 recibió la Medalla de Oro de la Generalidad de Cataluña
- Premio de la Paz concedido por Corea del Sur.
- Poseía importantes colecciones de Arte, por lo que consiguió ser nombrado miembro de la Real Academia Catalana de Bellas Artes de San Jorge.
- Perteneció a la Académie Française des Sports.
- En 1986 fue nombrado presidente de la entidad de crédito La Caixa, de la que ya era miembro consejero desde 1984.
- Insignia de Oro y Brillantes del Real Madrid (diciembre de 2000). Insignia de Oro (octubre de 1992). Insignia de Plata (septiembre de 1990-). Miembro del denominado 'Club de los Cien' del mismo club.
- Socio de Honor del Club Palomar de Santander
- Premio Príncipe de Asturias de los Deportes (08/04/1988).[25]
- En 2001 recibió la Orden del Mérito de la FIFA.[26]

### Doctorhonoris causade universidades españolas[27]
- Doctor honoris causa por la Universidad de Alicante (27/03/1992).[28]
- Doctor honoris causa por la Universidad de Granada (13/02/1997).[29]
- Doctor honoris causa por la Universidad Camilo José Cela (31/10/2002).[30]
- Doctor honoris causa por la Universidad de Huelva (03/03/2003).[31]
- Doctor honoris causa por la Universidad Europea de Madrid (12/02/2009).[32]

| Predecesor: José Antonio Elola-Olaso | Delegado Nacional de Educación Física y Deportes 1967-1970 | Sucesor: Juan Gich                        |
| Predecesor: Josep Maria de Muller    | Presidente de la Diputación de Barcelona 1973-1977         | Sucesor: Josep Tarradellas                |
| Predecesor: Eduardo Ibáñez           | Embajador de España en Rusia 1977-1981                     | Sucesor: Luis Guillermo de Perinat        |
| Predecesor: José Antonio Elola-Olaso | Presidente del COE 1967-1970                               | Sucesor: Juan Gich Bech de Careda         |
| Predecesor: Michael Morris Killanin  | Presidente del COI 1980-2001                               | Sucesor: Jacques Rogge                    |
| Predecesor: Lord Coe Reino Unido     | Premio Príncipe de Asturias de los Deportes 1988           | Sucesor: · Severiano Ballesteros · España |
| Predecesor: Nueva creación           | Presidente de Honor Vitalicio del COI 2001-2010            | Sucesor: Jacques Rogge                    |
| Predecesor: Nueva creación           | Marqués de Samaranch 1991-2010                             | Sucesor: María Teresa Samaranch Salisachs |